# Josef Gangl
Josef Gangl (ur. 12 września 1910 w Obertraubling, zm. 5 maja 1945 w zamku Itter) – niemiecki major Wehrmachtu i austriacki bohater narodowy. Brał udział w obronie zamku Itter wraz z wojskami amerykańskimi i francuskimi więźniami zamku. Został zabity przez snajpera 17 Dywizji Grenadierów Pancernych SS próbując osłonić Paula Reynauda.
Podczas wojny pomagał austriackiemu ruchowi oporu.

## Odznaczenia
- Krzyż Żelazny II Klasy (20 sierpnia 1941)
- Krzyż Żelazny I Klasy  (12 lutego 1942)
- Złoty Krzyż Niemiecki (8 marca 1945)
- Odznaka za 12-letnią Służbę w Heer
- Brązowa Odznaka Sportowa DRL

## Upamiętnienie
Nazwiskiem Josefa Gangla została nazwana ulica w mieście Wörgl w Austrii.